# ブルー・タンゴ
「ブルー・タンゴ (Blue Tango)」は1951年、ルロイ・アンダーソンによって管弦楽のために作曲されたインストゥルメンタル曲であり、1952年に発表された。のちにスターダストの作詞家でもあるミッチェル・パリッシュが詞をつけて、アルマ・コーガンの歌唱で発売されるとポピュラーソングとしての地位を築き、以来、かずかずのアーティストが同曲をカバーしている。タンゴのカテゴリーに入る曲とみなされ、コンチネンタル・タンゴに分類される。同曲はアメリカン・タンゴが認識された楽曲の第一号である。
なお、題名に含まれる「ブルー」の由来は、リズムパターンの旋律線で、階名（移動ド唱法）の「シ♭」「ミ♭」というブルー・ノートが頻繁に使われていることである。またヴァイオリンによる主旋律には、あえてブルーノートは含まれず逆に長七度（シ♮）のトロピカルなメロディーが用いられている。
1987年6月から9月まで、いすゞ「ジェミニ」のCM「街の遊撃手」シリーズに使われた。 

## 曲の来歴
ルロイ・アンダーソン・ポップス楽団によって録音された「ブルー・タンゴ」のインストゥルメンタル版(デッカ・レコード、カタログ番号27875、B面「Belle of the Ball」))は1952年にビルボードシングルチャート1位に計5週にわたって入り(他の資料によれば、同録音がチャート入りしたのは1951年12月29日である)、ビルボード・ランキングでは同年の年間シングル第1位(en)となった。同録音は同じ年、ブランズウィック・レコード(英国)からもリリースされた（カタログ番号04870、同B面）。
ヒューゴー・ウィンターハルター楽団（Hugo Winterhalter and his orchestra）は1952年1月22日にニューヨークのマンハッタン・センターで録音し、RCAビクターからリリースした(カタログ番号20-4518A、B面「Gypsy Trail」)。この録音は最初1952年2月29日にビルボード・ベストセラーチャートに入り、18週連続でチャート入りし、最高位は第8位だった(他の資料では最初チャート入りしたのは1952年3月8日、最高位は第6位としている)。同録音は英国でもEMIによってヒズ・マスターズ・ヴォイス・レーベルからリリースされた(カタログ番号B 10277)。
レス・バクスター楽団の録音はキャピトル・レコードからリリースされた(カタログ番号1681、B面「Because of You」)。同録音は最初1952年3月14日にビルボード・ベストセラーチャートに入り、9週連続でチャート入りし、最高位は第22位だった(他の資料では最初チャート入りしたのは1952年3月15日、最高位は第10位としている)。同録音はキャピトル・レコードからアメリカではカタログ番号1966、オーストラリアではカタログ番号CP-117、そして英国ではカタログ番号CL 13703、どれもB面は「Please Mr. Sun」を収録してリリースされもした。
ガイ・ロンバードとロイヤル・カナディアンズ(Guy Lombardo and his Royal Canadians）による録音はデッカ・レコードからリリースされた(カタログ番号28031、B面「At Last, At Last」)。同録音は最初1952年4月11日にビルボード・ベストセラーチャートに入り、10週連続でチャート入りし、最高位は第16位だった。
歌唱版は1952年英国でアルマ・コーガンによって録音された。同年に集計が開始されたUKシングルチャートでは、レイ・マーティン楽団によるインストゥルメンタル版もチャートを賑わせた。
同曲はその後ビル・ブラック・コンボによってリヴァイヴァルヒットした。同録音はハイ・レコードからリリースされた(カタログ番号2027、B面「Willie」)。最初、1960年12月12日にビルボード・チャートに入り、7週連続でチャート入りした。上位100曲の総合チャートでは第16位につけた。同録音は同じB面で、オーストラリアでもロンドン・レコードによってリリースされた(カタログ番号HL-1735)。

## 器楽編成
アンダーソンはもともと以下の編成からなる管弦楽用に「ブルー・タンゴ」を書いた:
2本のフルート、1本のピッコロ、2本のオーボエ、2本のB♭クラリネット、2本のバスーン、4本のFホルン、3本のB♭トランペット、2本のテナー・トロンボーン、バス・トロンボーン、チューバ;
次からなるパーカッション・セクション: スネアドラム、バスドラムおよびグロッケンシュピール;
ストリングス。

## 他の録音版
- Oneal Hudson Sax Trio (Rim Records、カタログ番号4101、B面「September Song」)[17]
- Bobby Wayne (Jerden Records、カタログ番号 766、 B面「Honky Tonk」)[18]
- Jose Poniera (1951年、Rainbow Records、カタログ番号1040、B面「Valentino Tango」)[19]
- Calvin Boze (1952年、アラディン・レコード、 カタログ番号3142、B面「The Glory of Love」)[20]
- テディ・キング (1959年、コーラル・レコード、カタログ番号62094、B面「River of Regret」)[21]
- The Flee-Rekkers (1961年1月、パイ・レコード カタログ番号7N.15326、B面「Bitter Rice」)[22]
- The Mulcays (1962年、Jubilee Records、カタログ番号5438、B面「ブルー・ムーン」)[23]
- International Pops Orchestra (1963年、Cameo Records、カタログ番号263、B面「Slaughter on Tenth Avenue」)[24]
- アーサー・フィードラー指揮ボストン・ポップス・オーケストラ(RCAビクター Red Seal)(この演奏のみ作曲者のオリジナル総譜に基づく)
- ビリー・ヴォーン楽団(1964年、Dot Records、カタログ番号45-16580、A面「Boss」)
- アマンダ・リア (1977年、アリオラ・レコード、カタログ番号11311 AT、B面「Pretty Boys」)[25]

## アルゼンチン・タンゴの楽団で興味を示した人物
- フランチーニ＝ポンティエル楽団[26]